# Live Apocalypse
Live Apocalypse to podwójne DVD koncertowe zespołu Arch Enemy, wydane w 2006 roku. Jest to pierwsze DVD wydane przez grupę.

## Lista utworów

### Dysk 1
| London Forum (17 grudnia 2004) | London Forum (17 grudnia 2004) | London Forum (17 grudnia 2004) |
| Nr                             | Tytuł utworu                   | Długość                        |
| ------------------------------ | ------------------------------ | ------------------------------ |
| 1.                             | „Tear Down the Walls / Intro”  |                                |
| 2.                             | „Enemy Within”                 |                                |
| 3.                             | „Silent Wars”                  |                                |
| 4.                             | „Burning Angel”                |                                |
| 5.                             | „Dead Eyes See No Future”      |                                |
| 6.                             | „Dead Bury Their Dead”         |                                |
| 7.                             | „Bury Me An Angel”             |                                |
| 8.                             | „Drum Solo”                    |                                |
| 9.                             | „Instinct”                     |                                |
| 10.                            | „Savage Messiah”               |                                |
| 11.                            | „The First Deadly Sin”         |                                |
| 12.                            | „The Immortal”                 |                                |
| 13.                            | „Bridge Of Destiny”            |                                |
| 14.                            | „We Will Rise”                 |                                |
| 15.                            | „Heart Of Darkness”            |                                |
| 16.                            | „Snowbound”                    |                                |
| 17.                            | „Ravenous”                     |                                |
| 18.                            | „Fields Of Desolation / Outro” |                                |
| 19.                            | „Marching On A Dead End Road”  |                                |

| Manchester Academy (13 grudnia 2005) | Manchester Academy (13 grudnia 2005) | Manchester Academy (13 grudnia 2005) |
| Nr                                   | Tytuł utworu                         | Długość                              |
| ------------------------------------ | ------------------------------------ | ------------------------------------ |
| 1.                                   | „Nemesis”                            |                                      |
| 2.                                   | „My Apocalypse”                      |                                      |
| 3.                                   | „Skeleton Dance”                     |                                      |

### Dysk 2
| Specjalne | Specjalne                                                                          | Specjalne |
| Nr        | Tytuł utworu                                                                       | Długość   |
| --------- | ---------------------------------------------------------------------------------- | --------- |
| 1.        | „UK Tour 2005 Mini-Movie”                                                          |           |
| 2.        | „Tour! Tour! Tour! - dokument z trasy koncertowej (autorstwa Frédérica Maujoin'a)” |           |
| 3.        | „Wywiady i akcja na planie teledysku My Apocalypse”                                |           |
| 4.        | „Gear Talk - rozmowa o instrumentach”                                              |           |
| 5.        | „Pokaz zdjęć”                                                                      |           |

| Teledyski | Teledyski       | Teledyski |
| Nr        | Tytuł utworu    | Długość   |
| --------- | --------------- | --------- |
| 1.        | „Ravenous”      |           |
| 2.        | „We Will Rise”  |           |
| 3.        | „Nemesis”       |           |
| 4.        | „My Apocalypse” |           |

## Twórcy
| Koncert w London Forum - Angela Nathalie Gossow - śpiew - Michael Amott - gitara - Christopher Amott - gitara - Sharlee D’Angelo - gitara basowa - Daniel Erlandsson - perkusja | Koncert w Manchester Academy - Angela Nathalie Gossow - śpiew - Michael Amott - gitara - Fredrik Åkesson - gitara - Sharlee D’Angelo - gitara basowa - Daniel Erlandsson - perkusja |